# توماس فليتشير موريسون
توماس فليتشير موريسون هو سياسي كندي، ولد في 22 فبراير 1808، وتوفي في 23 يوليو 1886. حزبياً، نشط في الحزب الليبرالي في نوفا سكوشا ‏.